# Coll de Nufenen
El coll de Nufenen (italià: Passo della Novena, alemany: Nufenenpass), amb una elevació de 2.478 metres, és el port de muntanya més alt amb carretera pavimentada de Suïssa. Es troba entre els cims dels pics Pizzo Gallina (pel nord) i Nufenenstock (pel sud).
La carretera va d'Ulrichen, al cantó de Valais, cap a la vall de Bedretto al cantó de Ticino, enllaçant Brig amb Airolo. No és el pas més baix entre les dues valls car es troba un quilòmetre al nord d'un punt sense nom, lleugerament més baix a 2.440 metres, el qual és travessat per un camí.
El coll és de construcció relativament recent, sent obert al trànsit de vehicles de motor d'ençà el setembre de 1969.
A l'est de la part superior del coll hi ha el naixement del riu Ticino. Cap al del nord es veuen vistes dels Alps Bernesos, incloent-hi el Finsteraarhorn, mentre que cap al sud s'hi pot veure la glacera de Gries.

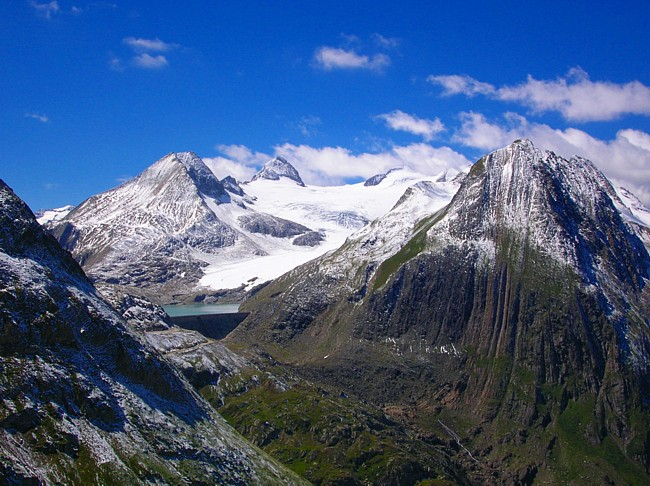
Vista de la glacera de Gries des del coll.

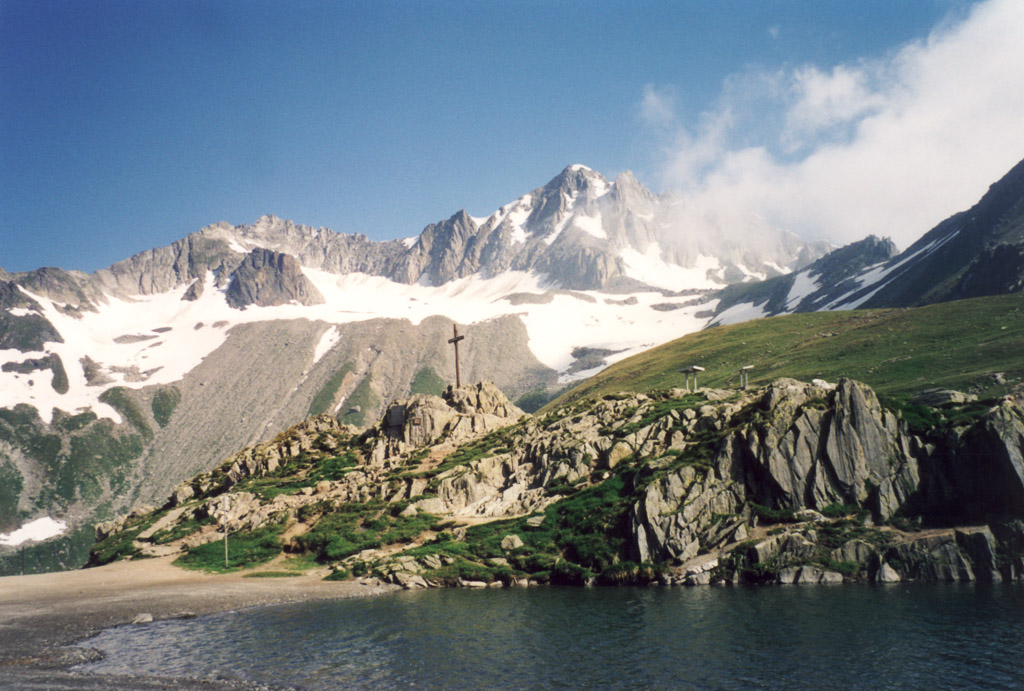
Una altra vista des del coll

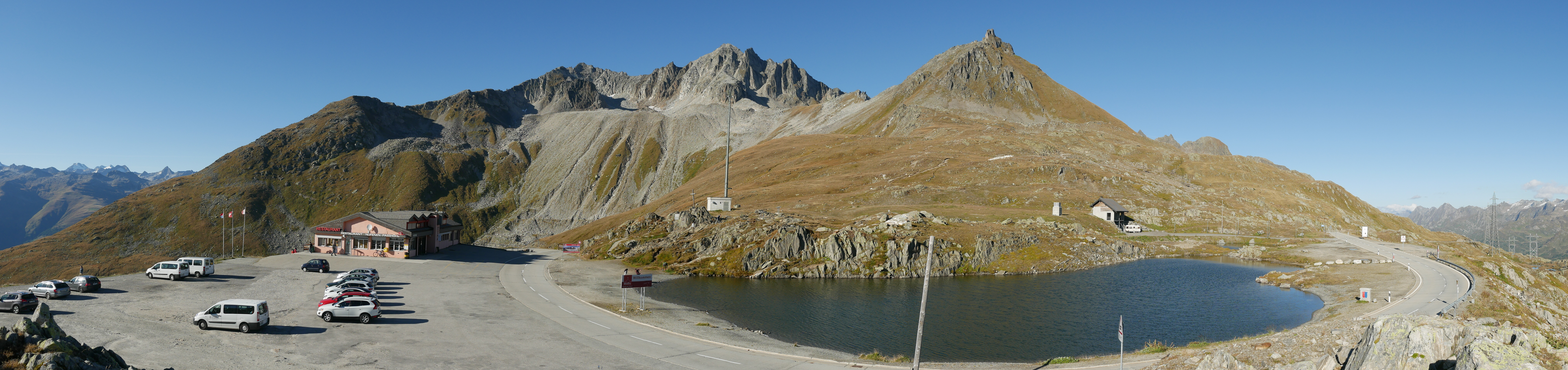
El coll de Nufenen